# Aphelandra pectinata
Aphelandra pectinata é uma espécie de planta do gênero Aphelandra.

## Taxonomia
A espécie foi descrita em 1847 por Christian Gottfried Daniel Nees von Esenbeck.